# ぼる部屋
『ぼる部屋』（ぼるべや）は、2021年4月2日から九州朝日放送の制作で放送しているバラエティ番組。ぼる塾の初冠番組。

## 概要
2020年10月9日から10月30日まで4週連続の期間限定で放送したものが好評だったためレギュラー化が決定した。テーマは「ぼる塾と20代の女性スタッフが"全ての女子のためにお届けする"番組」。放送時間と同時にぼる塾がYouTubeで生配信を行う。
- 2021年10月から2023年3月まで、姉妹番組として『ぼる部屋のご近所』をKBCラジオで水曜24:30-25:00で放送していた。

- 2024年4月4日（5日深夜）放送回（生放送）の終了後にアサデス。アプリで生配信された際、次回放送回（4月11日分）からTVerで無料配信開始が発表。

- 2025年6月11日午後6時55分から「ぼる部屋ゴールデン」（仮）を放送予定。

## 出演者
- ぼる塾（あんり、きりやはるか、田辺智加）

## ネット局
| 放送期間                     | 放送時間         | 放送局                   | 対象地域   | 備考     |
| ---------------------------- | ---------------- | ------------------------ | ---------- | -------- |
| 2021年4月2日 -               | 金曜 0:15 - 0:45 | 九州朝日放送（KBC）      | 福岡県     | 制作局   |
|                              |                  | 長崎文化放送（NCC）      | 長崎県     |          |
|                              |                  | 鹿児島放送（KKB）        | 鹿児島県   |          |
|                              | 木曜 0:45 - 1:15 | 大分朝日放送（OAB）      | 大分県     | [ 注 1 ] |
|                              | 火曜 0:50 - 1:20 | 熊本朝日放送（KAB）      | 熊本県     | [ 注 2 ] |
| 2021年6月29日 -              | 火曜 1:20 - 1:50 | 静岡朝日テレビ（SATV）   | 静岡県     | [ 注 3 ] |
| 2021年7月9日 - 2022年9月27日 | 火曜 1:38 - 2:14 | 朝日放送テレビ（ABC）    | 近畿広域圏 | [ 注 4 ] |
| 2021年7月14日 -              | 水曜 2:00 - 2:30 | 名古屋テレビ（メ〜テレ） | 中京広域圏 |          |
| 2023年4月20日 -              | 木曜 0:50 - 1:20 | 岩手朝日テレビ（IAT）    | 岩手県     |          |

この他、インターネット配信および2024年4月からはTverにても配信を行っている。